# Sally Bretton
Sally Bretton (* 23. April 1980 als Sally Davis in Hitchin) ist eine britische Schauspielerin.
Ausgebildet wurde Davis an der Central School of Speech and Drama. Nebenbei unterrichtete sie selber junge Darsteller an der Top Hat Stage and Screen School. Als sie erfuhr, dass es eine weitere Schauspielerin mit Namen Sally Davis in England gab, änderte die in der Grafschaft Hertfordshire geborene Künstlerin ihren Namen in Sally Bretton.

## Karriere

### Film
Bretton spielte in weit über 40 verschiedenen Filmproduktionen eine Rolle. Als Siebenjährige stand sie noch unter ihrem Geburtsnamen bei Napoleon & Josephine: A love story zum ersten Mal vor der Kamera. 1990 spielte sie in einer Folge von Screen One die Jenny. Im Jahr 2000 folgte Peaches als Amy und im folgenden Jahr Goodbye Charlie Bright als Susan. Ebenfalls 2001 war die Schauspielerin in The Office in fünf Episoden die Donna. Im gleichen Jahr verkörperte sie die Lisa in der Fernsehserie Night and Day. Unter der Regie von David Wheatley war sie eine Spielzeit später im Fernsehfilm Happy Together als Debi auf der Leinwand. Nach vielen Einmalauftritten in verschiedenen Serien war die Britin eine von sechs Darstellern, die 2003 unter der Regie von John Morton und 2005 unter Tristram Shapeero in allen zwölf Episoden von Absolute Power mitwirkte. Anschließend spielte sie Mary Hathaway in allen acht Folgen von Blessed. In Open Wide war sie ebenso wie in Blackbeard – Der wahre Fluch der Karibik und in Outlaw aktiv. In der Comedyserie Green Wing spielte Bretton als Kim Alabaster eine der Hauptrollen in beiden Staffeln. Ihren größten Bekanntheitsgrad in England erreichte die Schauspielerin jedoch in Not going out. Sie war als Lucy Adams, die Partnerin von Lee, der in der Serie von Lee Mack gespielt wird, für die britischen Fernsehzuschauer von 2007 bis 2022 in 87 Folgen präsent.
In Lewis – Der Oxford Krimi und Agatha Raisin war die Schauspielerin auch in jeweils einer Episode im Deutschen TV zu sehen. Weitaus bekannter wurde sie jedoch für das deutsche Publikum in einer Nebenrolle in der britisch-französischen Krimiserie Death in Paradise, als sie als Martha Lloyd dafür sorgte, dass Detective Inspector Humphrey Goodman sich in sie verliebte und deswegen seinen Job auf der Karibikinsel aufgab, um in London mit ihr ein gemeinsames Leben zu beginnen. 2023 wurden Martha Lloyd und Humphrey Goodman (Schauspieler Kris Marshall) die Hauptfiguren der neuen Serie Beyond Paradise, einem Spin-off der Filmreihe, die auf der fiktiven Insel Saint Marie spielt.

### Theater
2002 begann die Theaterkarriere der britischen Darstellerin. Als Honey in Who’s Afraid of Virginia Woolf? trat sie im Library Theater in Manchester auf und wurde gleich für einen Award dieses Schauspielhauses nominiert. Im gleichen Jahr spielte sie in verschiedenen Häusern die Sorel in Hay Fever. Für All my sons kehrte sie wieder ins Library zurück. Bei einer weiteren Tour im folgenden Jahr war sie die Daphne in Present Laughter und 2004 war ihre Rolle Gail in A conservation. Dieses Stück wurde im Royal Exchange Theatre in Manchester aufgeführt. Von 2005 bis 2007 hatte Sally Bretton mehrere Auftritte im Shakespeare's Globe in der englischen Hauptstadt. Das Stück hieß in Extremis und sie war die Heloise. Im gleichen Theater in der nächsten Saison spielte die Engländerin die Goneril in King Lear. Nach einer längeren Pause von zehn Jahren trat sie noch einmal in London auf, diesmal im Vaudeville Theatre als Lady Chiltern setzte sie sich mit dem idealen Ehemann auseinander. Ihr letzter Auftritt auf einer Schauspielbühne bisher (Stand Mai 2023) ereignete sich in Guildford. Dem Dial M for Murder im Jahr 2020 hätte ohne Margot Wendice wichtige Inhalte gefehlt.

## Persönliches
Wie in Not going out heißt auch der Partner von Sally Bretton im wirklichen Leben mit Vornamen Lee. Er arbeitet als Fotograf. Beide haben gemeinsam drei Kinder, zwei davon sind Zwillinge. Die Familie lebt in der Nähe des Heimatortes der Schauspielerin.

## Filmografie (Auswahl)

### Filme
- 2000: Peaches
- 2001: Goodbye Charlie Bright
- 2002: Happy Together
- 2005: Open Wide
- 2005: Blackbeart – Der wahre Fluch der Karibik
- 2007: Outlaw

### Serien
- 1987: Napoleon und Josephine (2 Folgen)
- 1990: Screen One (1 Folge)
- 2001: The Office (5 Folgen)
- 2001: Night & Day (6 Folgen)
- 2003–2005: Absolute Power (12 Folgen)
- 2004–2006: Green Wing (18 Folgen)
- 2005: Blessed (8 Folgen)
- 2007–2022: Not Going Out (87 Folgen)
- 2010: Lewis – Der Oxford Krimi (1 Folge)
- 2016: Agatha Raisin (1 Folge)
- 2016–2017: Death in Paradise (Staffeln 5 und 6, 5 Folgen)
- seit 2023: Beyond Paradise

## Theaterstücke
- 2002: Who’s Afraid of Virginia Woolf?
- 2002: Hay Fever
- 2003: Present Laughter
- 2004: All My Sons
- 2004: A Conversation
- 2005–2007: In Extremis
- 2008: King Lear
- 2018: An Ideal Husband
- 2020: Dial M for Murder